# Walckenaeria unicornis
Walckenaeria unicornis este o specie de păianjeni din genul Walckenaeria, familia Linyphiidae, descrisă de O. P.-cambridge, 1861. Conform Catalogue of Life specia Walckenaeria unicornis nu are subspecii cunoscute.